# 1710 az irodalomban
Az 1710. év az irodalomban.

## Új művek
- George Berkeley: Treatise Concerning the Principles of Human Knowledge (Értekezés az emberi megismerés alapelveiről).

## Születések
- április 26. – Thomas Reid skót filozófus író († 1796)